# Ålö, Oxelösunds kommun

Ålö är en ö i Oxelösunds kommun, öster om Oxelösunds samhälle ute i Ålöfjärden.
Ålö hade bofast befolkning åtminstone från början av 1600-talet. Den har sedan gammalt tillhört Nyköpings stad, och de boende har varit arrendatorer av staden där stadsfiskare även bedrivit fiske. Arrendegården låg i senare tid vid Roparudden, arrendet sades upp 1956 och sedan dess har ön saknat bofast befolkning. Ett antal sommarhus finns dock på ön. Sedan 1955 har även Oxelösunds motorbåtsklubb haft sin klubbstuga på ön, sedan deras gamla klubbholme på Hummelviksholm övertogs av SSAB.